# هاردویک، نورث‌همپتون‌شر
هاردویک (به انگلیسی: Hardwick) یک روستا و محله مدنی در بریتانیا است که در Wellingborough واقع شده‌است.